# Paralelogrammaazonosság
A paralelogrammaazonosság egy elemi geometriai tétel, ami összefüggést állapít meg a paralelogramma oldalai és átlói között. A tételnek további következményei is vannak a komplex számok és a skalárszorzatos vektorterek körében.
Egy (V, ||.|| ) normált vektortérben paralelogrammaazonosságnak nevezzük a következő formulát:
{\displaystyle \forall f,g\in V:||f+g||^{2}+||f-g||^{2}=2||f||^{2}+2||g||^{2}\;}
A formális azonosság geometriai elnevezése arra az analógiára utal, hogy a kétdimenziós euklideszi térben bármely paralelogrammában az átlók hosszának négyzetösszege megegyezik a oldalak hosszának négyzetösszegével.

## Geometriai alkalmazás

### Állítás
Ha egy paralelogramma oldalainak hossza a, b, és átlóinak hossza e, f, akkor
{\displaystyle 2\left(a^{2}+b^{2}\right)=e^{2}+f^{2}.}

### Bizonyítás

Jelölések a bizonyításhoz

A Pitagorasz-tételből közvetlenül adódik. Bevezetjük a további {\displaystyle h_{a}} jelölést, ami az a oldalhosszhoz tartozó magasság. A Pitagorasz-tétel kétszeri alkalmazásával:
{\displaystyle (a+q)^{2}+h_{a}^{2}=e^{2}}
{\displaystyle (a-q)^{2}+h_{a}^{2}=f^{2}}
A két egyenlőség összeadásával adódik, hogy {\displaystyle 2(a^{2}+q^{2}+h_{a}^{2})=e^{2}+f^{2}} A Pitagorasz-tétel harmadik alkalmazásával {\displaystyle q^{2}+h_{a}^{2}=b^{2}} következik, amivel a tétel bizonyítása kész.
A koszinusztétel szerint:
{\displaystyle {\begin{aligned}e^{2}+f^{2}&=(a^{2}+b^{2}-2ab\ \cos(\beta ))+(c^{2}+b^{2}-2cb\ \cos(\gamma ))\\&=2(a^{2}+b^{2})\end{aligned}}},
mivel {\displaystyle c=a} és {\displaystyle \cos(\gamma )=\cos(\pi -\beta )=-\cos(\beta )}.

Az és vektorok által kifeszített parallelogramma

A koordinátageometriában már megjelennek vektorok a bizonyításban:
Legyen {\displaystyle \color {red}{\vec {e}}\color {black}={\vec {a}}+{\vec {b}}} és {\displaystyle \color {blue}{\vec {f}}\color {black}={\vec {a}}-{\vec {b}}}, ekkor
{\displaystyle \color {red}e^{2}\color {black}+\color {blue}f^{2}\color {black}=\color {red}a^{2}+2{\vec {a}}\cdot {\vec {b}}+b^{2}\color {black}+\color {blue}a^{2}-2{\vec {a}}\cdot {\vec {b}}+b^{2}\color {black}=2a^{2}+2b^{2}}.

### Általánosítás és megfordítás
Tetszőleges síknégyszögben a szokásos jelölésekkel:
{\displaystyle a^{2}+b^{2}+c^{2}+d^{2}=e^{2}+f^{2}+4x^{2},}
ahol {\displaystyle x} az átlók középpontjai közötti távolság. Paralelogramma esetén az átlók felezik egymást, a felezőpontok egybeesnek, így távolságuk nulla, tehát {\displaystyle x=0}, és adódik speciális esetben a paralelogrammaazonosság.
Megfordítva, ha teljesül a paralelogrammaazonosság, akkor {\displaystyle x=0}. Tehát az átlók felezik egymást, ami a paralelogramma egyik ekvivalens definíciója.

## Komplex számok

### Állítás
Ha z, w komplex számok, akkor:
{\displaystyle 2\left(|z|^{2}+|w|^{2}\right)=|z+w|^{2}+|z-w|^{2}.}

### Bizonyítás
A komplex számokat a Gauß-féle számsíkon tekintve z és w paralelogrammát feszítenek ki, aminek átlói z+w és z-w. Erre lehet alkalmazni a geometriai bizonyítást.
Számolással is lehet bizonyítani: Tudjuk, hogy {\displaystyle \left|z\right|^{2}=z{\overline {z}}}. Ezzel:
{\displaystyle \left|z+w\right|^{2}+\left|z-w\right|^{2}=(z+w){\overline {(z+w)}}+(z-w){\overline {(z-w)}}}
{\displaystyle =(z+w)({\overline {z}}+{\overline {w}})+(z-w)({\overline {z}}-{\overline {w}})}
{\displaystyle =(z{\overline {z}}+w{\overline {z}}+z{\overline {w}}+w{\overline {w}})+(z{\overline {z}}-w{\overline {z}}-z{\overline {w}}+w{\overline {w}})}
{\displaystyle =2z{\overline {z}}+2w{\overline {w}}}
{\displaystyle =2\left|z\right|^{2}+2\left|w\right|^{2}}

## Az azonosságot teljesítő normált terek
Nem minden normált térben igaz az azonosság. Ellenben minden skalárszorzatos V tér esetén az ||x||:=<x,x> generált normával ellátva V paralelogrammaazonosságos tér. A megfordítás is igaz: Ha ||.|| olyan norma V felett, mellyel teljesül a paralelogrammaazonosság, akkor ||.|| segítségével definiálható V-n skalárszorzat (ez a Neumann-Jordan-tétel).
A paralelogrammaazonosságnak nagy jelentősége van az absztrakt függvényterek tárgyalásánál. Megmutatható például, hogy egy Banach-tér pontosan akkor Hilbert-tér, ha teljesül benne a paralelogrammaazonosság.

### Állítás
Skalárszorzatos vektorterekben, vagy legalábbis pozitív szemidefinit skalárszorzattal ellátott vektorterekben 
{\displaystyle \|x+y\|^{2}+\|x-y\|^{2}=2(\|x\|^{2}+\|y\|^{2})}
ahol {\displaystyle \|x\|={\sqrt {\langle x,x\rangle }}} a skalárszorzat által indukált norma, vagy félnorma.

### Bizonyítás
A bizonyításhoz csak annyit használunk fel, hogy a skalárszorzat a vektorok összeadására mindkét argumentumában lineáris. Emiatt
{\displaystyle \|x+y\|^{2}+\|x-y\|^{2}=\langle x+y,x+y\rangle +\langle x-y,x-y\rangle }
{\displaystyle =\langle x,x+y\rangle +\langle y,x+y\rangle \ +\ \langle x,x-y\rangle -\langle y,x-y\rangle }
{\displaystyle =\langle x,x\rangle +\langle x,y\rangle +\langle y,x\rangle +\langle y,y\rangle \ +\ \langle x,x\rangle -\langle x,y\rangle -\langle y,x\rangle +\langle y,y\rangle }
{\displaystyle =2\langle x,x\rangle +2\langle y,y\rangle =2(\|x\|^{2}+\|y\|^{2})}

### Megfordítás
A megfordítás következik a Jordan–Neumann-tételből: Ha egy {\displaystyle (V,\|{\cdot }\|)} vektortérben teljesül a paralelogrammaazonosság, akkor létezik egy  {\displaystyle \langle {\cdot },{\cdot }\rangle } skalárszorzat, ami ezt a normát indukálja. Ez azt jelenti, hogy minden {\displaystyle x\in V} esetén
{\displaystyle \|x\|={\sqrt {\langle x,x\rangle }}.}
Ez a skalárszorzat polarizációs formulával számítható. Valós esetben:
{\displaystyle \langle x,y\rangle ={\frac {1}{4}}\left({\|x+y\|^{2}-\|x-y\|^{2}}\right)}
és komplex esetben:
{\displaystyle \langle x,y\rangle ={\frac {1}{4}}\left(\|x+y\|^{2}-\|x-y\|^{2}\right)+{\frac {i}{4}}\left(\|x+iy\|^{2}-\|x-iy\|^{2}\right).}

## Fordítás
Ez a szócikk részben vagy egészben  a   Parallelogrammgleichung című német Wikipédia-szócikk fordításán alapul.  Az eredeti cikk szerkesztőit annak laptörténete sorolja fel. Ez a jelzés csupán a megfogalmazás eredetét és a szerzői jogokat jelzi, nem szolgál a cikkben szereplő információk forrásmegjelöléseként.